# Dunkler Hallimasch
Der Dunkle Hallimasch oder Gemeine Hallimasch (Armillaria ostoyae, Syn.: Armillaria polymyces, Armillaria solidipes s. auct.) ist ein holzbewohnender Blätterpilz aus der Gattung der Hallimasche. Er tritt vom Frühsommer bis in den Spätherbst in Form seiner Fruchtkörper in Erscheinung und besiedelt sowohl lebende als auch frischtote Nadelbäume.

## Merkmale

### Makroskopische Merkmale
Der Hut erreicht einen Durchmesser von 3–10, manchmal auch bis 20 cm. Er ist halbkugelig bei frühen Entwicklungsstadien, mit zunehmendem Alter gewölbt bis ausgebreitet. Die Oberfläche ist fleischfarben bis rötlich braun und mit dunklen, abwischbaren Schüppchen bedeckt. Der Rand ist heller gefärbt, lange Zeit eingebogen und später undeutlich gerieft. Die weißlichen bis hellbräunlichen Lamellen sind ausgebuchtet bis gerade angewachsen. Sie werden an älteren Exemplaren rotbraun gefleckt. Die oben weißlichen Stiele sind bis zu 15 cm lang und 2–3 cm im Durchmesser. Sie werden nach dem Aufschirmen der Hüte bald längsfaserig und gelegentlich im Alter hohl. Das Fleisch ist weißlich und hat einen angenehmen Geruch. Das Sporenpulver ist weiß.

### Mikroskopische Merkmale
Die Sporen sind etwa 6–10 × 5–7 Mikrometer groß.

## Bedeutung

### Forstschädling
In der Schweiz entdeckten Wissenschaftler der Eidgenössischen Forschungsanstalt für Wald, Schnee und Landschaft den größten Dunklen Hallimasch Europas. Das genetisch einheitliche Myzelnetz des Pilzes erstreckt sich über eine Länge von 500 und eine Breite von 800 Metern; die sichtbar werdenden Teile des Pilzkörpers gehören zu einem ausgedehnten unterirdischen Netzwerk von Rhizomorphen. Sie stellen eine der größten Bedrohungen des Schweizerischen Nationalparks dar, da sie dort gerade auch Bergkiefern (Bergföhren) abtöten.
Im Malheur National Forest, Oregon, wurde ein genetisch einheitliches Myzelnetz der Größe von ungefähr 9 Quadratkilometern (965 Hektar) und einem anhand von Daten kleinerer Armillaria-Spezies geschätzten Gewicht von etwa 7500 Tonnen gefunden. Der Pilz in Oregon ist nach derzeitigem Kenntnisstand der „größte Pilz der Erde“ und gilt, bezogen auf seine Flächenausdehnung, als das größte Lebewesen der Erde. Sein Alter wird auf 1900–8650 Jahre geschätzt. Wie der Dunkle Hallimasch im Schweizer Nationalpark befällt er von den Wurzeln her Bäume und tötet sie ab.

### Speisewert
Der Dunkle Hallimasch ist bei adäquater Zubereitung ein wohlschmeckender Speisepilz, der allerdings nicht von jedem Menschen vertragen wird. Bei manchen Menschen löst er Grippe-ähnliche Symptome aus.
Wie alle Hallimasch-Arten ist er roh brechreizerregend-unbekömmlich und muss deshalb mindestens 8 Minuten lang durchgegart werden.